# واسکس (آمل)
واسکس، روستایی است از بخش دابودشت شهرستان آمل در استان مازندران ایران
روستای واسکس که در جلگهٔ رود هراز واقع شده‌است، بخاطر حضور در منطقهٔ خاص جغرافیایی و زمین‌شناسی، دارای چشمه‌های چاه آرتزین متعدد می‌باشد.
این روستا در فاصلهٔ ۲۲ کیلومتری شمال آمل و در فاصلهٔ ۱۶ کیلومتری جنوب فریدونکنار واقع شده‌است.

## جمعیت
این روستا در دهستان دابوی میانی قرار دارد و براساس سرشماری مرکز آمار ایران در سال ۱۳۸۵، جمعیت آن ۱۳۴۵ نفر (۲۹۱خانوار) بوده‌است.